# Ludwig Feldmann (Politiker)
Ludwig Feldmann (* 12. Februar 1906 in Moorschütz (Provinz Posen); † 4. Januar 1991 in Bremen) war ein deutscher Politiker (CDU) und Mitglied der Bremischen Bürgerschaft.

## Leben
Nach einer Lehre als Stellmacher legte er 1941 die Meisterprüfung als Karosseriebauer ab.
Ab 1933 – April 1945 im Reichsarbeitsdienst. Er diente als Soldat und war in Kriegsgefangenschaft. Nach Entlassung aus der Gefangenschaft Übersiedlung nach Bremen und Berufstätigkeit in einem Bremer Industriebetrieb, dort Mitglied des Betriebsrates. Danach war er als selbstständiger Karosseriebaumeister in Bremen tätig.

## Politik
Nachdem eine erste Aufnahme in die Partei zum 1. April 1933 für ungültig erklärt wurde, trat er zum 1. Mai 1937 der NSDAP bei (Mitgliedsnummer 4.936.949).
Er wurde Mitglied der CDU und war u. a. stellvertretender Vorsitzender des CDU-Kreissozialausschusses in Bremen.
Von September 1958 bis 1959 war er für Heinrich Nagel (†) sowie 1963 bis 1967 Mitglied der 4. und 6. Bremischen Bürgerschaft und dort Mitglied verschiedener Deputationen, u. a. für Arbeit. Er war in einer Reihe sozialer Organisationen ehrenamtlich aktiv.